# 布蘭登堡的瑪麗亞·艾瑪莉亞
布蘭登堡的瑪麗亞·艾瑪莉亞（德語：Maria Amalia von Brandenburg，1670年11月26日—1739年11月17日），薩克森-蔡茨公爵夫人，布蘭登堡選侯腓特烈·威廉的女兒。

## 家庭
1689年，瑪麗亞·艾瑪莉亞和薩克森-蔡茨公爵莫里茲·威廉結婚，兩人共有1子3女：
1. 多蘿西亞·威廉明妮（1691年—1743年）
2. 卡羅琳·阿瑪莉埃（1693年—1694年），夭折
3. 索菲·夏洛特（1695年—1696年），夭折
4. 腓特烈·奧古斯特（1700年—1710年），夭折